# Alperujo

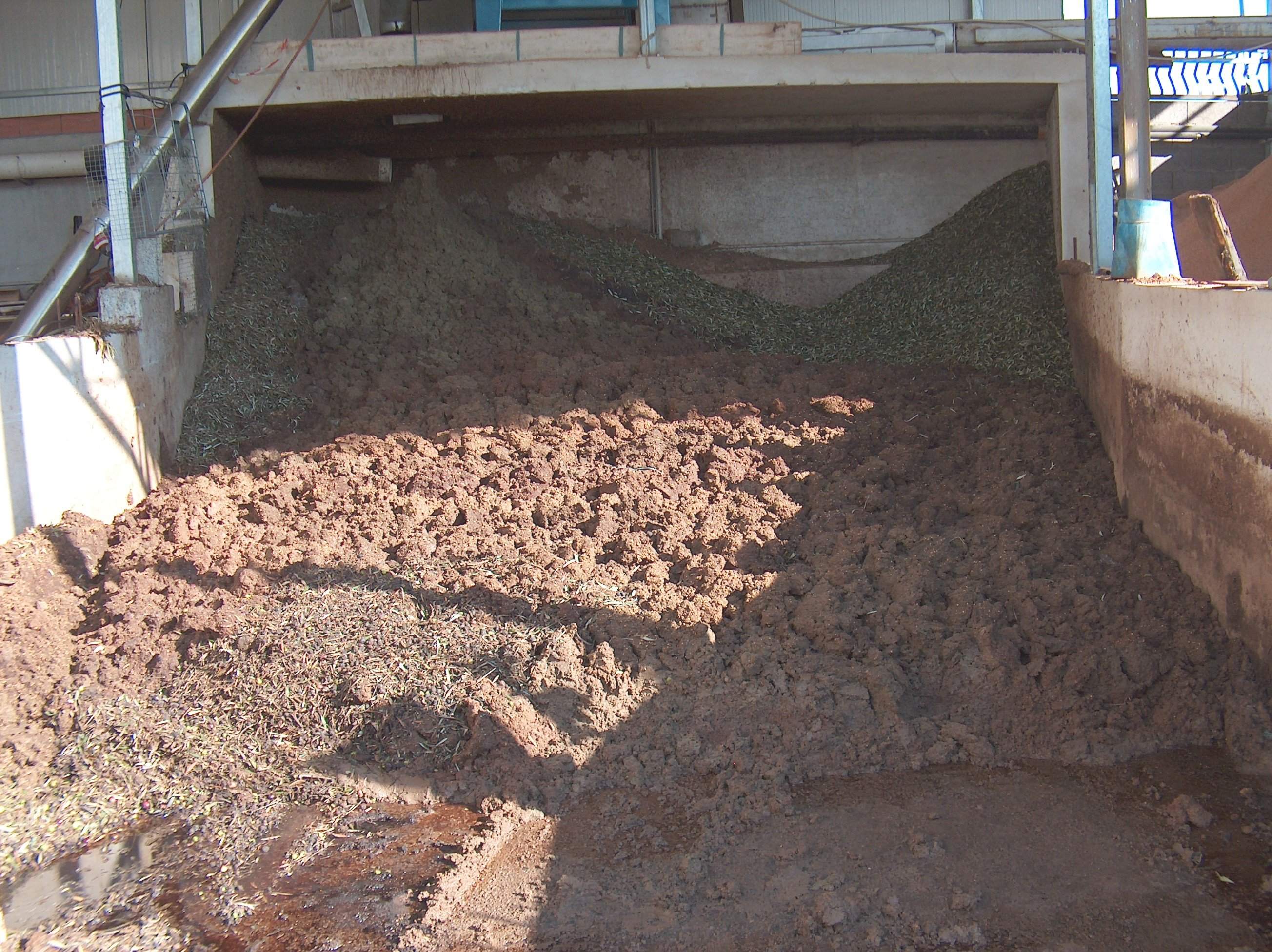
Alperujo

El alperujo, un subproducto de las almazaras durante la extracción de aceite de oliva, es la mezcla de: aguas de vegetación o alpechines; partes sólidas de la aceituna, como el hueso, el mesocarpio y la piel; y restos grasos. Se define como todo aquello que resta de la aceituna molturada si eliminamos el aceite de oliva.
El alperujo surge de los nuevos sistemas de molturación de centrifugación de dos fases. Supuso una revolución puesto que es un nuevo subproducto de las almazaras con humedades muy altas (55-65%) y es de difícil manejo.
Las orujeras se han adaptado a la recepción de este nuevo subproducto y aprovechan su aceite restante bien a través de una nueva centrifugación o mediante su extracción química con disolventes. Este aceite extraído, según la legislación europea, será aceite de orujo de oliva.
Tras la extracción del aceite aprovechable, el remanente de alperujo desgrasado es aún aprovechable usando técnicas de cogeneración energética o el compostaje para su uso como abono orgánico.
En la actualidad hay plantas energéticas en el mundo que utilizan el alperujo para generar energía eléctrica, por ejemplo en Baena (Córdoba) y otra en Cabra (Córdoba).
El compostaje de alperujo se realiza mediante un proceso biológico controlado que transforma los restos orgánicos, produciendo un humus estable. Las temperaturas elevadas que se alcanzan en el proceso eliminan microorganismos patógenos y semillas de malas hierbas consiguiendo un producto estable e higienizado, aplicable como abono o sustrato: el compost. La aplicación del compost de alperujo como enmienda orgánica en el olivar permite retornar al suelo los nutrientes extraídos con la cosecha, del modo más sostenible en términos ambientales y económicos. De este modo se cierra el ciclo dentro de la comarca con el menor gasto energético.